# Vũ Lễ, Lạng Sơn
Vũ Lễ là một xã thuộc tỉnh Lạng Sơn, Việt Nam.
Xã Vũ Lễ có diện tích 39,41 km², dân số năm 1999 là 5.001 người, mật độ dân số đạt 127 người/km².
Theo thống kê năm 2019, xã Vũ Lễ có diện tích 39,41 km², dân số là 5.502 người, mật độ dân số đạt 140 người/km².